# Eduard Schmidt (Politiker)
Eduard Schmidt (* 4. Oktober 1887 in Prinzlaff; † 23. August 1955 in Stralsund) war ein deutscher Politiker (SPD). Er gehörte dem Danziger Volkstag von 1920 bis 1938 an.
Schmidt wurde als Sohn eines Arbeiters geboren. Nach dem Besuch der Volksschule arbeitete er ohne Berufsabschluss als Werftarbeiter, bis er 1914 in den Krieg eingezogen wurde. Er war bis 1918 Soldat und geriet in russische Kriegsgefangenschaft. Im Jahr 1919 trat er der USPD bei und wurde für diese in den Danziger Volkstag gewählt. Von April bis Dezember 1920 war er Parteisekretär der USPD in Danzig, außerdem war er von 1919 bis 1923 Stadtverordneter in Danzig. Im Januar 1921 trat er der KPD bei und im Juni 1923 der SPD. Dem Volkstag gehörte er bis Januar 1938 an.